# Sonakshi Sinha
Sonakshi Sinha (2 giugno 1987) è un'attrice indiana.

## Biografia
Sonakshi Sinha è figlia dell'attore e politico Shatrughan Sinha e di Punam Sinha. Ha due fratelli, Luv Sinha e Kussh Sinha. Inizia a lavorare come modella e sfila in occasione della settimana della moda di Lakmé nel 2008 e nel 2009.
Nel 2010 debutta come attrice nel film Dabangg al fianco di Salman Khan. Il film diventa uno dei più notevoli successi della storia del cinema bollywoodiano e fa vincere alla Sinha il Filmfare Award per la miglior attrice debuttante 2011.

## Filmografia parziale
- Dabangg, regia di Abhinav Kashyap (2010)
- Joker, regia di Shirish Kunder (2012)
- Dabangg 2, regia di Arbaaz Khan (2012)
- Lingaa, regia di K. S. Ravikumar (2014)
- Dabangg 3, regia di Prabhu Deva (2019)